# Кесаев, Сергей Асланбекович
Сергей Асланбекович Кесаев (род. 15 июля 1990) — российский дзюдоист, серебряный (2012—2014) и бронзовый (2011) призёр чемпионатов России, бронзовый призёр открытого чемпионата Белоруссии 2013 года, мастер спорта России международного класса. Представлял спортивный клуб «Динамо». Выступал в тяжёлой весовой категории (свыше 100 кг). Наставниками Кесаева были Алик Бекузаров, Казбек Цагараев и Ю. А. Паршин.

## Спортивные результаты
- Чемпионат России по дзюдо 2011 года — ;
- Чемпионат России по дзюдо 2012 года — ;
- Чемпионат России по дзюдо 2013 года — ;
- Открытый чемпионат Белоруссии по дзюдо 2013 года — ;
- Чемпионат России по дзюдо 2014 года — ;